# Трение покоя
Тре́ние поко́я, трение сцепления — сила, возникающая между двумя неподвижными контактирующими телами и препятствующая возникновению относительного движения. Эту силу необходимо преодолеть для того, чтобы привести два контактирующих тела в движение друг относительно друга. Возникает при микроперемещениях (например, при деформации) контактирующих тел. Трение покоя наблюдается до перехода к движению на макроуровне, когда начинает действовать сила трения качения или скольжения. Действует в направлении, противоположном направлению возможного относительного движения. Максимальная сила трения покоя обычно несколько выше, чем сила трения скольжения.
В 1779 году французский физик Кулон установил, от чего зависит максимальная сила трения покоя. Оказалось, что сила трения покоя зависит от того, с какой силой прижимаются друг к другу соприкасающиеся предметы. Также было установлено, что трение покоя зависит от материала соприкасающихся поверхностей.
Примером силы трения покоя может служить эскалатор со стоящим на нем человеком. Также эта сила проявляется в забитом в доску гвозде, завязанном банте или шнурке и т.д.
Максимальная сила трения покоя в простейшем приближении:
{\displaystyle F\approx k_{0}N},
где {\displaystyle k_{0}} — коэффициент трения покоя, {\displaystyle N} — сила нормальной реакции опоры.